# Олександр Варакін
Олександр Варакін (17 лютого 1996) — казахський плавець. Учасник Чемпіонату світу з водних видів спорту 2022, де на дистанціях 50 і 100 метрів вільним стилем посів, відповідно 46-те і 80-те місця і не потрапив до півфіналів.